# José Lacerda de Araújo Feio
José Lacerda de Araújo Feio (Rio de Janeiro, 21 de abril de 1912 — Rio de Janeiro, 19 de setembro de 1973) foi um cientista brasileiro, diretor do Museu Nacional entre 1967 e 1971. Estudou medicina, na Faculdade de Medicina do Rio de Janeiro. Em 1941, concluiu o curso científico no Colégio Universitário Júlio de Castilhos. Ainda no mesmo ano, começou a trabalhar no Museu Nacional, como naturalista.
Em sua gestão no museu, deu especial ênfase à área de zoologia, cujas salas organizou.
Participou das seguintes exposições do museu: a II Exposição Temporária do Museu Nacional – Ilha da Trindade (1950); a Exposição Temporária sobre o centenário do nascimento de Adolfo Lutz (1956); e a Exposição Comemorativa do centenário da obra de Darwin (1959).
Derivam de seu nome duas espécies de animais: Ariamnes feioi Mello Leitão (1947, Araneae, Therididae) e Eccrotatarus feioi Carvalho, 1953.